# Mercury Islands
Die Mercury Islands sind eine Inselgruppe vor der Nordostküste der Nordinsel von Neuseeland. Gelegentlich wird auch noch der frühere Name Iles d'Haussez verwendet.

## Geographie
Die Inseln von Mercury Islands liegen 8 km vor der Nordostküste der Coromandel Peninsula und 35 km nordöstlich von Whitianga und gehören administrativ zur Region [[Waikato (Region)|Waikato]].
Zu der Inselgruppe zählen folgende Inseln:
- Great Mercury Island (Ahuahu) – 18,72 km²
- Red Mercury Island (Whakau) – 2,25 km²
- Stanley Island (Kawhitu) – 1,0 km²
- Double Island (Moturehu) – 0,27 km²
- Korapuki Island – 0,18 km²
- Middle Island (Aitu) – 0,13 km²
- Green Island – 0,04 km²

Lediglich Great Mercury Island ist bewohnt, die anderen sind Teil eines Naturschutzgebietes. Südlich der Inselgruppe und nördlich der Mündung der Mercury Bay liegen noch zahlreiche weitere kleine Inseln. Eine weitere Insel, Cuvier Island, liegt 15 km nördlich von Great Mercury Island. Diese ist aber nicht Teil der Inselgruppe.

## Geologie
Die Gruppe der Inseln von Mercury Islands stellt den Überrest eines Rhyolith-Vulkans aus dem Pliozän dar.

## Besitzverhältnisse
Great Mercury Island ist Privateigentum von Michael Fay, einem neuseeländischen Geschäftsmann, der in der Schweiz lebt. Auf der Insel befinden sich zwei luxuriöse Anwesen, die vermietet werden. Alle anderen Inseln befinden sich im Besitz des Staates.

## Trivia
Von Great Mercury Island aus startete am 30. November 2009 die Firma Rocket Lab eine Rakete vom Typ Ātea-1, die offenbar über 100 km Höhe erreichte und damit in den Weltraum vorstieß.